# Karakó
Karakó é um município da Hungria, situado no condado de Vas. Tem 10,35 km² de área e sua população em 2015 foi estimada em 183 habitantes.